# 金桥街道 (驻马店市)
金桥街道，是中华人民共和国河南省驻马店市驿城区下辖的一个乡镇级行政单位。

## 行政区划
金桥街道下辖以下地区：
全庄社区、烧山社区、周湾社区、王庄社区和东新庄社区。